# Brezovica (Žilina)
Brezovica é um município da Eslováquia, situado no distrito de Tvrdošín, na região de Žilina. Tem 19,21 km² de área e sua população em 2018 foi estimada em 1.334 habitantes.

## Demografia
| Ano:        | 1994 | 2004   | 2014   | 2024   |
| ----------- | ---- | ------ | ------ | ------ |
| Broj ljudi: | 1220 | 1292   | 1322   | 1419   |
| Razlika:    |      | +5,90% | +2,32% | +7,33% |

| Ano:               | 2023 | 2024   |
| ------------------ | ---- | ------ |
| Número de pessoas: | 1416 | 1419   |
| Diferença:         |      | +0,21% |